# Татікій
Татікій (*Τατίκιος, бл. 1056 —після 1099) — візантійський військовий діяч часів володарювання імператора Олексія I, учасник війн з норманами і сельджуками.

## Життєпис
Був сином тюрка, захопленого у полон Іоанном Комніном, що згодом служив в імператорському палаці слугою. Татікій виховувався разом з майбутнім імператором Олексієм. У 1078 році Татікій разом з Олексієм Комніном брав участь у придушенні заколоту бунтівного військовика Никифора Базиліка. Після сходження Олексія на престол він отримав титул верховного примікерія, а 18 жовтня того ж року командував корпусом туркополів в битві при Діррахіі. Під час воєн з норманами Татікій стояв на чолі загонів мусульман з околиць Охрида.
У 1086 році Татікій очолював похід на м. Нікею. Спочатку він був змушений діяти обережно і відступити з-під стін міста, тому що побоювався наближення переважаючих сил сельджуків, проте згодом, при підтримки Мануїла Бутуміта, здобув перемогу над сельджуками поблизу Віфінії. Але Нікею йому захопити не вдалося, і він був відкликаний до столиці. Наприкінці того ж року Татікій з незначним корпусом найманців вирушив придушувати заколот печенігів-маніхеїв в околицях Філіппополя. Він командував правим флангом грецької армії в битві при Дрісте у 1087 році, а потім переміг печенігів ще в декількох невеликих боях, остаточно придушивши повстання до 1090 року.
У 1094 році розкрив змову одного з довірених осіб імператора Никифора Діогена, що мав намір вбити Олексія і заволодіти троном. Никифора було засліплено і відправлено на заслання, а Татікій зайняв місце головного радника базилевса. Пізніше він отримав також титул протопроедроса, а у 1095 році разом з Олексієм I брав участь у поході на половців.
У 1096 році командуючи міською залогою, відбив напад армії хрестоносців на Константинополь. Пізніше він на чолі з 2,5 тис. вояків супроводжував хрестоносне військо як довірена особа візантійського імператора. Татікій брав участь в облозі Нікеї і перемовинах з сельджукською залогою, в результаті яких грекам вдалося захопити місто, обдуривши хрестоносців. Після взяття Нікеї Татікій супроводжував хрестоносців під час їхнього переходу через Анатолію, стежачи за тим, щоб захоплені землі передавалися Візантії, відповідно до умов угоди.
Ймовірно разом брав участь у битві при Дорілеї. Татікій також був учасником облоги Антіохії, проте його присутність була небажана Боемунду Тарентському, який не бажав передавати це місто Візантії. Тому Боемунд переконав Татікія, що інші вожді хрестоносців задумали змову проти Візантії. Переляканий Татікій негайно залишив війська і відбув на Кіпр, зобов'язавшись пізніше надіслати хрестоносній армії підкріплення. Боемунд після його від'їзду звинуватив греків узраді, внаслідок чого ватажки хрестоносців вирішили, що Татікій зрадив їх й залишив військо внаслідок боягузства. Пізніше цей інцидент вкрай негативно позначився на відносинах між візантійцями і європейцями.
Останні згадки про Татікія відносяться до 1099 року, коли він стояв на чолі візантійського флоту, успішно воював проти пізантського флоту хрестоносців, що займалися піратством в Егейському морі.